# Revolta de Kepek Timur
La Revolta de Kepek Timur fou un rebel·lió del beg de l'anomenada Horda de Timur, de nom Kepek Timur, contra Tamerlà, que probablement va tenir lloc l'estiu del 1371.
Algunes hordes mogoles establertes a la zona del riu Sihun o Yaxartes, a la frontera entre Transoxiana i Mogolistan, van ser amenaçades pèr Zinde Khusham Aparti, que després de revoltar-se havia estat perdonat per Timur i volia fer merits d'aquest. Les amenaces, segurament amb una bona dosis de pressió militar, van ser efectives i les hordes dels amirs Komze i Oreng Timur es van sotmetre; els dos caps foren enviats a Samarcanda; amb els seus efectius es va crear una horda o tuman que va ser anomenat Tuman de Timur (o Horda de Timur) i en fou nomenat beg Kepek Timur. Així aquests fets es datarien a finals de primavera o ja durant l'estiu del 1371.
Kepek (o Kepeg) Timur, fill de Olug Toktamur, era una persona d'extracció baixa que havia ascendit des d'una posició inferior, però quan es va trobar amb autoritat, va canviar, es va revoltar i va recollir un exèrcit considerable (probablement la submissió no estava consolidada i tenia molts opositors). Bahram Jalayir, que havia estat durant molt de temps en desgracia per la seva conducta a Taixkent, però que ara s'havia ofert voluntari, fou enviat a castigar el rebel. L'acompanyaven els amirs Shaikh Ali Bahadur, Abas Bahadur i Khetai (Katai) Bahadur.
Una part dels Jalayirs no estaven satisfet amb el lideratge de Bahram, i van veure una oportunitat per assassinar-lo; el capità Beter Kuji dirigia als conjurats però Bahram, assabentat d'aquesta intencions, es va haver de separar de la seva columna amb una guàrdia personal i es va refugiar amb la de Shaikh Ali Bahadur. En aquell moment els dos exèrcits es van albirar però estaven separats pel riu Aishe Khutun: quan l'exèrcit reial va arribar a la riba del riu, Khetai Bahadur, que havia ofès al seu oficial superior per alguna imputació contra el seu coratge, va treure la seva espasa, va esperonar al seu cavall i va creuar el camp en direcció cap a l'estàndard de Kepek Timur, però va ser immediatament envoltat pels soldats del rebel Kepek. Shaikh Ali i les seves tropes, mentre, havien creuat el riu i van enfrontar a l'enemic salvant a Khetai de morir; els de Kepek, alarmats per la força de l'atac, es van trencar i finalment, al arribar la nit, els rebels van fugir en totes direccions. Shaikh Ali finalment va acordar la pau amb Kepek i, després d'haver castigat severament els amotinats de la divisió de Bahram Jalayir, va tornar a Samarcanda. Timur no va aprovar l'acord de pau amb el rebels i va decidir fer una expedició sota el seu comandament personal, amb bons resultats generals però escasos contra Kebek. Vegeu Segona expedició de Tamerlà al Mogolistan el 1371.